# بن 10: إليين فورس
بن 10: إليين فورس (بالإنجليزية: Ben 10: Alien Force) هو مسلسل رسوم متحركة أمريكي من تأليف فريق مان اوف اكشن وإنتاج كرتون نتورك ستوديوز تم عرضه لأول في 18 ابريل 2008 واستمر حتى 26 مارس 2010 بمجموع 03 مواسم 46 حلقة.

## القصة
أصبح عمر «بن تنسن» 15 عامًا، وصار يدرس في المرحلة الثانوية، وقرَّر التخلِّي عن ساعة «الأومنتريكس» العجيبة، وإلغاءها من حياته، للعودة إلى حياته الطبيعية.
لم تستمر الأمور على هذه الحال؛ حيث يجد «بن 10» نفسه أمام مغامرة جديدة، بعد اختفاء جدِّه «ماكس» في ظروف غامضة؛ نتيجة غزو قوات غريبة شريرة للأرض، وأمام ذلك، يصبح على «بن تن» العودة من جديد للاستعانة بساعة «الأومنتريكس»، حتى يستطيع إنقاذ جدّه «ماكس».
لا يخوض «بن 10» تلك المغامرة بمفرده؛ حيث يعاونه في إنجاز مهمة إنقاذ جده «ماكس» كل من ابنة عمه «جوين»، وعدوه السابق وصديقه المقرب «كيفين ليفين»، وعدد من أعوانه منهم كيفين و جوين .

## الشخصيات
- بن: البطل الذي تتمحور القصة حوله والذي وجد الأومينيتريكس سابقاً.
- غوين: ابنة عم بن وقد أصبحت لديها قدرات سحرية تمكنها من إطلاق مجالات مرئية وردية اللون تستعملها في القتال وأشياء أخرى كثيرة. وهي تحب كيفن.
- كيفين: عدو بن السابق، والآن هو صديقه الحميم وحبيب غوين. لديه قوة خاصة تمكنه من امتصاص أو إمتلاك البنية الفيزيائية للمعادن والعناصر أو شيء يلمسه حتى الأومنتريكس فحين يلمسها يتحول إلى فضائي يجمع بين الفضائين العشرة الأساسيين الأوائل.
- جولي: صديقة بن العزيزة تحب ممارسة الرياضة خاصة التنس كما أنها صاحبة شيب.
- شيب: كائن «ميغا مورف» جاء من الفضاء، وهو صديق «جولي» وهي تعتبره حيوانها الأليف. يمكنه التحول إلى آلات مختلفة مثل آب غريد.
- ألين: فتى بشري من أصدقاء بن الجدد، يمكنه التحول إلى هيت بلاست كان يواجه مشكلة في الطيران لكن بن علمه.
- كوبر: فتى قصير القامة من اًصدقاء بن وغوين القدماء، هو ولد ذكي يمكنه التحكم بالآلات كما أنه مغرم بغوين.
- دكتور «بارادوكس»: رجل حكيم وقع له حادث مكنه من التحكم بالزمان والمكان وقد أصبح من أصدقاء بن.
- أزمث: كائن جلفاني هو مخترع الأمنتريكس ويعتبر أذكي كائن في المجرة، هو دائماً يساعد في إصلاح أضرارها.
- تتراكس: هو صديق بن القديم تتراكس وهو من نفس فصلية دايموند هيد.

## الأشرار
- فلغاكس: ألد أعداء بن منذ الصغر وهو يريد الحصول على الأومنيتريكس.
- ألبيدو: كائن جلفاني كان مساعد أزمث السابق لكن أزمث لم يعطه الأومنتريكس فصنع ألبيدو نسخة عنها فأصبح شكله مثل «بن» وهو يريد الأومنتركس الأصلي ليشفي نفسه.
- فولكانوس: تاجر فضائي يريد أن يبيع أي شيء بثمن غالي جدا جدا حتى يصبح ثريا.
- الأخوان «فريدل»: أخوان توأمان اسمهما أوكتاجون وجرامبول هما يحبان تحطيم الأشياء.
- إمبراطورية الأنكرشن: أعداء بن وشبيهة بالضفادع.
  - الإمبراطور «ميليوس»: إمبراطور الأنكرشن، وهو يحب غزو الكواكب واحتلالها.
  - أتيا: أميرة الأنكرشن وابنة ميليوس، وهي تكره أباها وتريد أن تصبع الإمبراطورة والاستيلاء على العرش.
- فرسان الأبدية: بتشكيلها أصلاً في العصور الوسطى تعد فورإيفر نايتس هي المنظمة السرية التي تتاجر في التقنية غير القانونية الخاصة بالمخلوقات. وبعدم إدراكهم الهدف النهائي للهايبريد فقد شكلوا تحالفًا معهم.
- الهايبريد: يعتقد ذا هايبريد أن الحمض النووي الخاص بهم هو هدف جميع أنواع المخلوقات وهم يسعون إلى تطهير المجرة من أشكال الحياة الدنيا. وقد سافروا إلى الأرض لإبادة الجنس البشري.
- كائنات الدي ئان إلينز: مخلوقات الـ DNA هي بشرية جزئيًا والجزء الثاني منها ينتمي إلى الطائرات من المخلوقات التي تخدم هايبريد. باستخدام أقنعة خاصة لإخفاء الهوية من الممكن أن تبدو مخلوقات DNA بشرية. وذلك يعني أنهم من الممكن أن يصبحوا أشخاص معينين أو أن يقيموا بأي مكان.

## وحوش بن

### الوحوش العشرة الأصلية
1. سوامب فاير: فضائي نصف ناري نصف نباتي يستطيع إطلاق النار من يديه ويمكنه التحكم بالنباتات وقذف غاز مخدر من يديه.لكن رائحته كريهة.
2. إيكو إيكو: فضائي صغير الحجم يستطيع نسخ نفسه وأيضاً إطلاق الموجات الصوتية.
3. هيومونجوسور: فضائي ضخم وهو يتمتع بالقوة البدنية، ويمكنه تضخيم حجمه ليصبح بطول 80 قدما، وهو أقوى وحش من وحوش بن
4. جيت راي: فضائي سريع ويستطيع الطيران وأيضا إطلاق شعاع من عينيه ومن مؤخرة ذيله.
5. بيغ تشيل: فضائي يغطي نفسه بجناحيه يستطيع الطيران وتجميد الأشياء والاختفاء واختراق الجدران.
6. كرومستون: فضائي مكون من الكريستال والسابين لديه القدرة على إمتصاص الطاقة وإطلاقها إشعاعات مختلفة الألوان.
7. براين ستورم: فضائي يشبه السرطان وهو ذكي جدا وأيضاً يستطيع الطيران والتحكم بالأشياء وإطلاق الصواعق الكهربائية وكل هذا يحدث من دماغه المكشوف.
8. سبايدر مونكي: فضائي يشبه القرد والعنكبوت ولديه مهاراتهما أيضاً ولكنه أضعف مخلوق عند بن.
9. غووب: فضائي لزج جداً، لديه جهاز يتحكم في جاذبيته الإصطناعية، قادر على إطلاق مواد محرقة أو لاصقة أو مقززة للغاية.
10. إلين إكس: فضائي غريب ومع أنه قوي جداً إلّا أن بن لا يتحول إليه كثيراً لأنه يعتبر جسم يحتوي على الكون بأسره وهناك اثنان بداخله يتحكمان به وهما: بيليكاس وهو صوت الغضب والعدوان، وسيرينا وهي صوت المحبة والرحمة وهما متناقضان ودائما التشاجر والنقاش حول كيفية التعامل مع الزمان والمكان، على العموم إليين إكس يستطيع التقدم عبر الزمن والرجوع أيضا ويستطيع إيقاف كل شيء عن الحركة وله قدرة خارقة وهي أن يقدر على تدمير أو إصلاح أي شيء أو شخص يقف في طريقه وأخطر قواه هي قوة تحويل افكاره إلى واقع، ويعتبر أحد أقوى شخصيات الأنيميشن.

### الوحوش الثانوية الإضافية
1. لود ستار: فضائي مغناطيسي يستطيع جذب المعادن والتحكم بها.
2. راث: فضائي أبو بلكسني يشبه النمر وهو غاضب وسريع الثوران معظم الوقت وقوي، رغم ذلك فإنه على عكس النمور يخاف من الماء مثل القطط.
3. نانوميك: فضائي بحجم عادي ولكنه يستطيع تصغير حجمه حتى لا يرى إلّا بالتيليسكوب وأيضاً له أجنحه تتوهج عندما يطير ويستطيع إطلاق شعاع من يديه ومن عينه.
4. واي بيغ: فضائي ضخم جدا جدا

جدا وهو يقدر على إطلاق الليزر الأزرق المدمر من يديه وهو ثاني اقوى وحوش بن من بعد الين اكس.
(وأول ظهور له كان في فيلم سر الاومنتريكس

## الأصوات العربية
- عبدو حكيم - بن تنيسون / ألبيدو / بيغ تشيل / سبايدرمونكي / غووب / إلين إكس
- رنا الرفاعي
- سيلينا شويري - غوين تنيسون (الصوت الأول)
- ويليم ناصيف - كيفن ليفن / إيكو إيكو
- سمير معلوف - الجد / هيومانغوسور / أب تشاك
- بيان أبو شقرا - كروماستون / راث / كانون بولت
- إيمان البيطار - غوين تنيسون (الصوت الثاني)
- إبراهيم ماضي - دايموند هيد
- رالين داغر - چولي
- شربل أيوب - سوامب فاير / جيت راي
- حسان حمدان - آرجيت / لود ستار

## وصلات خارجية
- نقخب

بن 10: إليين فورس على موقع IMDb (الإنجليزية)
- بن 10: إليين فورس على موقع ميتاكريتيك (الإنجليزية)
- بن 10: إليين فورس على موقع روتن توميتوز (الإنجليزية)
- بن 10: إليين فورس على موقع كينوبويسك (الروسية)
- بن 10: إليين فورس على موقع ألو سيني (الفرنسية)
- بن 10: إليين فورس على موقع قاعدة بيانات الفيلم (الإنجليزية)
- الموقع الرسمي

## الشخصيات
- بن: البطل الذي تتمحور القصة حوله والذي وجد الأومينيتريكس سابقاً.
- غوين: ابنة عم بن وقد أصبحت لديها قدرات سحرية تمكنها من إطلاق مجالات مرئية وردية اللون تستعملها في القتال وأشياء أخرى كثيرة. وهي تحب كيفن.
- كيفين: عدو بن السابق، والآن هو صديقه الحميم وحبيب غوين. لديه قوة خاصة تمكنه من امتصاص المواد الأخرى.
- جولي: صديقة بن العزيزة تحب ممارسة الرياضة خاصة التنس كما أنها صاحبة شيب.
- شيب: كائن «ميغا مورف» جاء من الفضاء، وهو صديق «جولي» وهي تعتبره حيوانها الأليف. يمكنه التحول إلى آلات مختلفة مثل آب غريد.
- ألين: فتى بشري من أصدقاء بن الجدد، يمكنه التحول إلى هيت بلاست كان يواجه مشكلة في الطيران لكن بن علمه.
- كوبر: فتى قصير القامة من اًصدقاء بن وغوين القدماء، هو ولد ذكي يمكنه التحكم بالآلات كما أنه مغرم بغوين.
- دكتور «بارادوكس»: رجل حكيم وقع له حادث مكنه من التحكم بالزمان والمكان وقد أصبح من أصدقاء بن.
- أزمث: كائن جلفاني هو مخترع الأمنتريكس ويعتبر أذكي كائن في المجرة، هو دائماً يساعد في إصلاح أضرارها.
- تتراكس: هو صديق بن القديم تتراكس وهو من نفس فصلية دايموند هيد.

## الأشرار
- فلغاكس: ألد أعداء بن منذ الصغر وهو يريد الحصول على الأومنيتريكس.
- ألبيدو: كائن جلفاني كان مساعد أزمث السابق لكن أزمث لم يعطه الأومنتريكس فصنع ألبيدو نسخة عنها فأصبح شكله مثل «بن» وهو يريد الأومنتركس الأصلي ليشفي نفسه.
- فولكانوس: تاجر فضائي يريد أن يبيع أي شيء بثمن غالي جدا جدا حتى يصبح ثريا.
- الأخوان «فريدل»: أخوان توأمان اسمهما أوكتاجون وجرامبول هما يحبان تحطيم الأشياء.
- إمبراطورية الأنكرشن: أعداء بن وشبيهة بالضفادع.
  - الإمبراطور «ميليوس»: إمبراطور الأنكرشن، وهو يحب غزو الكواكب واحتلالها.
  - أتيا: أميرة الأنكرشن وابنة ميليوس، وهي تكره أباها وتريد أن تصبع الإمبراطورة والاستيلاء على العرش.
- فرسان الأبدية: بتشكيلها أصلاً في العصور الوسطى تعد فورإيفر نايتس هي المنظمة السرية التي تتاجر في التقنية غير القانونية الخاصة بالمخلوقات. وبعدم إدراكهم الهدف النهائي للهايبريد فقد شكلوا تحالفًا معهم.
- الهايبريد: يعتقد ذا هايبريد أن الحمض النووي الخاص بهم هو هدف جميع أنواع المخلوقات وهم يسعون إلى تطهير المجرة من أشكال الحياة الدنيا. وقد سافروا إلى الأرض لإبادة الجنس البشري.
- كائنات الدي ئان إلينز: مخلوقات الـ DNA هي بشرية جزئيًا والجزء الثاني منها ينتمي إلى الطائرات من المخلوقات التي تخدم هايبريد. باستخدام أقنعة خاصة لإخفاء الهوية من الممكن أن تبدو مخلوقات DNA بشرية. وذلك يعني أنهم من الممكن أن يصبحوا أشخاص معينين أو أن يقيموا بأي مكان.

## وحوش بن

### الوحوش العشرة الأصلية
1. سوامب فاير: فضائي نصف ناري نصف نباتي يستطيع إطلاق النار من يديه ويمكنه التحكم بالنباتات وقذف غاز مخدر من يديه.لكن رائحته كريهة.
2. إيكو إيكو: فضائي صغير الحجم يستطيع نسخ نفسه وأيضاً إطلاق الموجات الصوتية.
3. هيومونجوسور: فضائي ضخم وهو يتمتع بالقوة البدنية، ويمكنه تضخيم حجمه ليصبح بطول 80 قدما، وهو أقوى وحش من وحوش بن
4. جيت راي: فضائي سريع ويستطيع الطيران وأيضا إطلاق شعاع من عينيه ومن مؤخرة ذيله.
5. بيغ تشيل: فضائي يغطي نفسه بجناحيه يستطيع الطيران وتجميد الأشياء والاختفاء واختراق الجدران.
6. كرومستون: فضائي مكون من الكريستال والسابين لديه القدرة على إمتصاص الطاقة وإطلاقها إشعاعات مختلفة الألوان.
7. براين ستورم: فضائي يشبه السرطان وهو ذكي جدا وأيضاً يستطيع الطيران والتحكم بالأشياء وإطلاق الصواعق الكهربائية وكل هذا يحدث من دماغه المكشوف.
8. سبايدر مونكي: فضائي يشبه القرد والعنكبوت ولديه مهاراتهما أيضاً ولكنه أضعف مخلوق عند بن.
9. غووب: فضائي لزج جداً، لديه جهاز يتحكم في جاذبيته الإصطناعية، قادر على إطلاق مواد محرقة أو لاصقة أو مقززة للغاية.
10. إلين إكس: فضائي غريب ومع أنه قوي جداً إلّا أن بن لا يتحول إليه كثيراً لأنه يعتبر جسم يحتوي على الكون بأسره وهناك اثنان بداخله يتحكمان به وهما: بيليكاس وهو صوت الغضب والعدوان، وسيرينا وهي صوت المحبة والرحمة وهما متناقضان ودائما التشاجر والنقاش حول كيفية التعامل مع الزمان والمكان، على العموم إليين إكس يستطيع التقدم عبر الزمن والرجوع أيضا ويستطيع إيقاف كل شيء عن الحركة وله قدرة خارقة وهي أن يقدر على تدمير أو إصلاح أي شيء أو شخص يقف في طريقه وأخطر قواه هي قوة تحويل افكاره إلى واقع.

### الوحوش الثانوية الإضافية
1. لود ستار: فضائي مغناطيسي يستطيع جذب المعادن والتحكم بها.
2. راث: فضائي أبو بلكسني يشبه النمر وهو غاضب وسريع الثوران معظم الوقت وقوي.
3. نانوميك: فضائي بحجم عادي ولكنه يستطيع تصغير حجمه حتى لا يرى إلّا بالتيليسكوب وأيضاً له أجنحه تتوهج عندما يطير ويستطيع إطلاق شعاع من يديه ومن عينه.
4. واي بيغ: فضائي ضخم جدا جدا

جدا وهو يقدر على إطلاق الليزر الأزرق المدمر من يديه وهو ثاني اقوى وحوش بن من بعد الين اكس.

## الأصوات
- زينب حكيم - بن تنيسون
- زهراء الرفاعي
- فاطمة شويري - غوين تنيسون (الصوت الأول)
- محمد ناصيف - كيفن ليفن
- زهراء معلوف - الجد
- ماريا أبو شقرا
- علاء البيطار - غوين تنيسون (الصوت الثاني)
- فاطمة الزهراء ماضي
- محمد داغر
- زهراء أيوب - الأب
- فاطمة الزهراء حمدان - آرجيت

## وصلات خارجية
- بن 10: إليين فورس على موقع IMDb (الإنجليزية)
- بن 10: إليين فورس على موقع ميتاكريتيك (الإنجليزية)
- بن 10: إليين فورس على موقع روتن توميتوز (الإنجليزية)
- بن 10: إليين فورس على موقع كينوبويسك (الروسية)
- بن 10: إليين فورس على موقع ألو سيني (الفرنسية)
- بن 10: إليين فورس على موقع قاعدة بيانات الفيلم (الإنجليزية)
- الموقع الرسمي